# 足利市立けやき小学校
足利市立けやき小学校（あしかがしりつ けやきしょうがっこう）は、栃木県足利市柳原町にある公立の小学校。

## 概要
- 通学区域再編成にともない[3]、2000年4月に東小学校の一部と柳原小学校を統合して、柳原小学校の敷地にけやき小学校創立。
- 通学区域再編成にともない[3]、2001年に西小学校が廃止され学区の一部を統合。

- 旧東小学校（足利市伊勢南町4-3[4]）の校舎は、2004年9月に白鷗大学足利中学校校舎となり[5]、2024年3月31日まで使用され、同年11月末までに解体予定[6]。
- 旧西小学校（足利市西宮町2838）は、生涯学習や健康づくりの場として、2013年（平成25年）より「足利市さいこうふれあいセンター」として再活用[7]。

## 沿革
特記以外の出典

### 足利市立東小学校
- 1873年（明治6年） - 足利郡足利町足利学校として史跡足利学校敷地内[9]に開校
- 1882年（明治15年） - 足利郡足利町足利東校と改称
- 1887年（明治20年） - 足利尋常小学東校と改称
- 1896年（明治29年） - 栃木県足利郡足利町足利尋常高等小学校と改称
- 1902年（明治35年） - 柳原に足利高等小学校開校（後の柳原小学校）により、足利郡足利町足利尋常小学東校と改称
- 1921年（大正10年）1月1日 - 市制施行により足利市足利尋常小学東校に改称
- 1924年（大正13年） - 相生町分舎を足利市尋常小学相生校として独立
- 1934年（昭和9年） - 栃木県足利市東尋常小学校と改称
- 1941年（昭和16年） - 国民学校令実施により、足利市東国民学校と改称
- 1947年（昭和22年） - 学制改革により栃木県足利市立東小学校と改称
- 1962年（昭和37年） - プール竣工
- 1982年（昭和57年）3月 - 校舎を史跡足利学校敷地内から永楽町に新築移転した[10]
- 1983年（昭和58年） - 移転記念碑除幕式
- 2000年（平成12年）3月31日 - 足利市立東小学校閉校

### 足利市立柳原小学校
- 1902年（明治35年） - 足利高等小学校開校
- 1908年（明治41年） - 足利尋常高等小学校に改称
- 1934年（昭和9年） - 栃木県足利市柳原尋常小学校と改称
- 1941年（昭和16年） - 国民学校令実施により、足利市柳原国民学校と改称
- 1947年（昭和22年） - 学制改革により栃木県足利市立柳原小学校と改称
- 1980年（昭和55年）4月 - 大橋小開校[10]のため学区の一部変更、児童174名転出
- 2000年（平成12年）3月31日 - 足利市立柳原小学校閉校

### 足利市立西小学校
- 1882年（明治15年） - 足利郡足利町足利西校創立
- 1887年（明治20年） - 足利尋常西小学校と改称
- 1921年（大正10年） - 市制施行により足利市足利尋常小学西校に改称
- 1934年（昭和9年） - 栃木県足利市西尋常小学校と改称
- 1941年（昭和16年） - 国民学校令実施により、足利市西国民学校と改称
- 1947年（昭和22年） - 学制改革により栃木県足利市立西小学校と改称
- 1961年（昭和36年） - プール竣工
- 2001年（平成13年）3月31日 - 足利市立西小学校閉校

### 足利市立けやき小学校
- 2000年（平成12年）4月1日 - 足利市立東小学校の一部と足利市立柳原小学校を統合し足利市立けやき小学校創立
- 2001年（平成13年）4月1日 - 西小学校の一部を統合して現在の学区に
- 2014年（平成26年）8月27日 - 普通教室にエアコン設置完了
- 2009年（平成21年）3月21日 - 第二期大規模改修工事完成
- 2015年（平成27年） - ケヤキ周囲に安全柵設置

## ケヤキ
校庭の南西に樹齢約300年以上のケヤキの大木があり、足利市ではけやき小学校のシンボルとして永く保存する方針である。

## 通学区域
- 足利市[12]
  - 通一丁目 - 通七丁目
  - 緑町一丁目、緑町二丁目
  - 栄町一丁目、栄町二丁目
  - 西宮町
  - 巴町
  - 雪輪町
  - 南町
  - 井草町
  - 大門通
  - 昌平町
  - 永楽町
  - 家富町
  - 本城一丁目 - 本城三丁目
  - 柳原町
  - 大正町
  - 旭町
  - 大町の一部（グランド通りの西）
  - 伊勢町三丁目の一部

## 進学先中学校
- 足利市立第一中学校または足利市立第二中学校[13]

## 著名な出身者
旧東小学校
- 相田みつを（詩人）[9]

旧柳原小学校（足利尋常高等小学校）
- 檀一雄（小説家）[14]